# Говеји Дол
Говеји Дол (словен. Goveji Dol) је насељено место у општини Севница, Посавска регија, Словенија.

## Историја
До територијалне реорганизације у Словенији био је у саставу старе општине Севница.

## Становништво
У попису становништва из 2011. године, Говеји Дол је имао 20 становника.
| Број становника према пописима | Број становника према пописима | Број становника према пописима |
| ------------------------------ | ------------------------------ | ------------------------------ |
| 1991                           | 2002                           | 2011                           |
| 107                            | 101                            | 20                             |

Напомена: Године 2005. смањен за део насеља који је проглашен за ново самостално насеље Хињце. Године 2006. смањен за део насеља који је проглашен за ново самостално насеље Брезје. Године 2008. смањен за део насеља који је спојен са делом издвојеним од насеља Габрје у ново самостално насеље Крижишче.